# 摄影测量法
摄影测量法（英文：Photogrammetry）是一种利用被摄物体影像来重建物体空间位置和三维形状的技术，它的历史和照片的历史相当，可以上溯到19世纪中叶。
摄影测量法应用于多个领域，除了被考古学家用于快速绘制大型和复杂建筑遗址的详细地图以及被气象学家用于测得龙卷风的实际风速外，它还可在地形图绘制、建筑学、工程学、生产制造、质量控制、警方侦察和地质学等方面发挥效用。在电影的后期制作中，摄影测量法也被用于将演员的真实动作融合到计算机虚拟场景中。

## 分类

### 依发展的阶段
- 模拟摄影测量
- 解析摄影测量
- 数字摄影测量

### 依处理对象
- 航空摄影测量
- 卫星摄影测量
- 地面摄影测量
- 近景摄影测量
- 显微摄影测量
- 傾斜摄影测量

## 主要处理过程
1. 空中三角测量
2. 内方位（重建拍照当时的摄影光束，称为内方位）
3. 相对方位
4. 绝对方位
5. 数字地面模型生成（數值地形模型產生）
6. 正射影像生成
7. 等高线测绘
8. 地物测绘

## 数字摄影测量实用系统
- （页面存档备份，存于） 适普软件有限公司]（中国）
- AICON 3D Systems GmbH （页面存档备份，存于）
- CorrelatedSolutions Inc. （页面存档备份，存于）（美国）
- Geodetic Services Inc. (GSI) （页面存档备份，存于）
- GOM mbH （页面存档备份，存于）
- Imetric GmbH （页面存档备份，存于）
- LIMESS GmbH （页面存档备份，存于）
- Leica Photogrammetry Suite (LPS)
- Rollei Fototechnic GmbH （页面存档备份，存于）